# Путково (Рязанский район)
Путково — деревня в Рязанском районе Рязанской области. Входит в Вышгородское сельское поселение.

## География
Находится в северо-западной части Рязанской области на расстоянии приблизительно 20 км на восток-юго-восток по прямой от вокзала станции Рязань I.

## История
Деревня была отмечена уже на карте 1797 года. На карте 1840 года уже была отмечена как поселение с 42 дворами.  На карте 1850 года отмечена как поселение с 95 дворами. В 1859 году здесь (в то время деревня Рязанского уезда Рязанской губернии) было учтено 57 дворов, в 1897—117.

## Население
Численность населения: 432 человека (1859 год), 753 (1897), 27 в 2002 году (русские 92 %), 19 в 2010.